# Préchac-sur-Adour
Préchac-sur-Adour település Franciaországban, Gers megyében. Lakosainak száma 195 fő (2022. január 1.). Préchac-sur-Adour Castelnau-Rivière-Basse, Galiax, Goux és Jû-Belloc községekkel határos.

## Népesség
A település népességének változása:
| Lakosok száma | 191  | 190  | 212  | 214  | 206  | 206  | 199  | 195  | 194  | 195  |
|               | 1968 | 1982 | 1990 | 2006 | 2013 | 2015 | 2017 | 2019 | 2020 | 2022 |